# Лінія T13 (Паризький трамвай)
Лінія T13  — лінія трамвай-поїзда Паризького трамвая, що експлуатується «Transkeo», дочірньою компанією SNCF і відкрита для публіки 6 липня 2022 року

між Сен-Жермен-ан-Ле та Сен-Сір-л'Еколь у департаменті Івлін в Іль-де-Франс.
Лінія замінила колишню лінію L Transilien між станціями Сен-Жермен-ан-Ле — Гранде-Сентуре та Нуазі-ле-Руа, прямуючи далі до станцій на північ Сен-Жермен-ан-Ле та далі на південь до Сен-Сір.
На лінії використовуються трамваї Alstom Citadis Dualis серії U 53800.
Вони мають довжину 42 м і здатні розвивати швидкість до 100 км/год.

## Маршрут
| Станція                            | Координати                                                                | Зона | Муніципалітет    | Пересадки                     |
| ---------------------------------- | ------------------------------------------------------------------------- | ---- | ---------------- | ----------------------------- |
| Сен-Жермен-ан-Ле                   | 48°53′54″ пн. ш. 2°05′42″ сх. д. / 48.898433° пн. ш. 2.094918° сх. д.     | 4    | Сен-Жермен-ан-Ле | (RER) · (A)                   |
| Камп-де-Лож                        | 48°54′49″ пн. ш. 2°04′49″ сх. д. / 48.913702° пн. ш. 2.080190° сх. д.     | 4    | Сен-Жермен-ан-Ле |                               |
| Лізьєр Перейр                      | 48°54′15″ пн. ш. 2°04′23″ сх. д. / 48.90404° пн. ш. 2.072983° сх. д.      | 4    | Сен-Жермен-ан-Ле |                               |
| Фурке — Бел-Ейр                    | 48°53′44″ пн. ш. 2°04′13″ сх. д. / 48.895541° пн. ш. 2.070343° сх. д.     | 4    | Сен-Жермен-ан-Ле |                               |
| Марей-Марлі                        | 48°52′52″ пн. ш. 2°04′46″ сх. д. / 48.881143° пн. ш. 2.07942° сх. д.      | 4    | Марей-Марлі      |                               |
| Л'Етан — Лес-Саблонс               | 48°52′21″ пн. ш. 2°04′09″ сх. д. / 48.872410° пн. ш. 2.069050° сх. д.     | 5    | Л'Етан-ла-Віль   |                               |
| Сен-Ном-ла-Бретеш — Форет-де-Марлі | 48°52′04″ пн. ш. 2°03′04″ сх. д. / 48.867778° пн. ш. 2.051111° сх. д.     | 5    | Л'Етан-ла-Віль   | [T] · [L]                     |
| Нуазі-ле-Руа                       | 48°50′29″ пн. ш. 2°03′43″ сх. д. / 48.841334° пн. ш. 2.061900° сх. д.     | 5    | Нуазі-ле-Руа     |                               |
| Баї                                | 48°50′14″ пн. ш. 2°04′27″ сх. д. / 48.837228° пн. ш. 2.074181° сх. д.     | 5    | Баї              |                               |
| Алея Рояль                         | 48°48′56″ пн. ш. 2°04′44″ сх. д. / 48.815556° пн. ш. 2.078778° сх. д.     | 5    | Сен-Сір-л'Еколь  |                               |
| Лес-Портес-де-Сен-Сір              | 48°48′24″ пн. ш. 2°04′38″ сх. д. / 48.806793° пн. ш. 2.077222° сх. д.     | 5    | Версаль          |                               |
| Сен-Сір                            | 48°47′56″ пн. ш. 2°04′21″ сх. д. / 48.79885703° пн. ш. 2.07243561° сх. д. | 5    | Сен-Сір-л'Еколь  | (RER) · (C) · [T] · [N] · [U] |

## Рухомий склад
Лінію обслуговують одинадцять потягів серії Alstom Citadis Dualis.